# Ulica Gęsta w Warszawie
Ulica Gęsta – ulic na Powiślu, w dzielnicy Śródmieście w Warszawie.

## Historia
Ulica Gęsta została wytyczona na swym środkowym odcinku około roku 1750 wzdłuż koryta skanalizowanego wcześniej strumienia; obecną nazwę nadano jej w roku 1770. Pierwszą zabudowę stanowiło pięć drewnianych domów między ul. Browarną a skarpą, po części zachowaną aż do roku 1944.
W początkach lat dwudziestych XIX wieku Gęstą przeprowadzono na odcinku od ul. Browarnej do Dobrej; w tym czasie ulica posiadała wyłącznie drewnianą zabudowę składającą się z kilku domów, dworków, składów skór oraz młyna znajdującego się u podnóża skarpy. Posesje od nr. 1 do 12 znajdowały się między ul. Dobrą a Browarną, nieruchomości o numerach 14 (dwa drewniane domy), 16 (młyn) i (później) 18 znajdowały się między Browarną a skarpą.
Około roku 1822 pod nr. 8/12 (przy północno-wschodnim narożniku z ul. Browarną) wybudowano niewielką kamieniczkę, należącą do niejakiego Gaduszewskiego; aż do połowy XIX wieku była ona jedynym murowanym budynkiem przy tej ulicy. Pod nr. 16 w połowie XIX wieku istniał „interes białoskórniczy” – garbarnia rodziny Bauerfeindów; w 1854 roku były tu dwa drewniane domy, około roku 1870 Bauerfeindowie wznieśli na tej posesji piętrową, jedenastoosiową kamienicę, a około 1880 roku na tej samej parceli, w części zachodniej – dwie kolejne, niemal całkowicie pozbawione wystroju kamienice, pięcio- i dziesięcioosiową.
Garbarnia Bauerfeindów nie była jedyną garbarnią przy Gęstej: kolejna, należąca do rodziny Langów, znajdowała się pod nr. 18, zlokalizowana nad kamienicami Bauerfeindów, już na zboczu skarpy; następna pod nr. 3, należąca do Julii Jarke.
Osobliwością ulicy Gęstej był zupełny brak zabudowy nieparzystej (południowej) strony ulicy; długo nie posiadała ona kanalizacji, oraz nawierzchnię z polnego kamienia.
Około roku 1936 pomiędzy ulicami Gęstą, ks. Jana Siemca (dziś Wiślana) i Dobrą powstał zespół budynków (tzw. Szary Dom) należących do sióstr urszulanek, przyporządkowany numeracji ulicy Dobrej (ul. Dobra 59). Autorem projektu zespołu zabudowań był Wacław Weker.
W roku 1944 spłonęła cała zabudowa ulicy; jej ostatnie relikty dotrwały na skarpie do lat pięćdziesiątych XX wieku. W okresie powojennym zrezygnowano z zabudowywania stoku skarpy, uwidaczniając dawny wąwóz strumienia; parzystą pierzeję Gęstej w całości wypełnił park.
Obecnie jedynym budynkiem, który ma adres ul. Gęstej, to fragment domu urszulanek, który na południowej pierzei ul. Gęstej (przy skrzyżowaniu z ul. Dobrą) ma adres ul. Gęsta 1. Pozostałe zabudowania ul. Gęstej mają adresy ul. Wiślanej.

## Ważniejsze obiekty
- Szary Dom

## Inne informacje
Na ulicy kręcono zdjęcia do filmu Dziesięciu z Pawiaka